# Бели слез
Бели слез (лат. Althaea officinalis) је вишегодишња зељаста биљка из фамилије слезова (Malvaceae). Мисли се да је бели слез пореклом из земаља око Каспијског, Црног и источних обала Средоземног мора. Одатле се раширио чак у Аустралију и Америку. У многим земљама западне и средње Европе гаји се због корена, листа и цвета, који се употребљавају у медицини. У Србији га највише има по речним острвима и ритовима поред Тисе, Дунава, Саве и других река. Воли лаку, дубоку, влажну земљу, а највише речни нанос, који је повремено поплављен.

## Опис биљке
Бели слез је висок 1-2 m. Цела биљка је обрасла густим свиластим длакама, тако да су листови сребрнобеличасти и меки попут кадифе. Стабло је усправно, једноставно или разгранато, при дну одрвењено. Листови су спирално поређани, а из њихових пазуха при врху стабљике и огранака избијају цвасти бело-ружичастих, 1-2 cm великих цветова. Цвета преко целог лета.
Листови са горњег дела стабљике су јајасти и на основи клинасти, са средњег дела су нешто мало крупнији и трокраки, на основи заобљени или срцасти, а листови са доњег дела стабљике су највећи (до 10 cm), петокраки, и имају најдужу дршку, дугачку скоро као лисна плоча. Руб листа је неједнако зупчаст, зацепљен на 3-5 места; има исто толико прстастих нерава, истакнутих на наличју. Лист је беличасто-зелене боје, без мириса и слузастог укуса.
Српска фармакопеја прописује употребу корена и листа белог слеза. Народ употребљава и цвет (Flos Althaeae). Бере се лети по врло сувом времену, кад спадне роса, и брзо осуши на промаји или у сушници. Нестручно и нехајно осушени и брани цветови потамне и поплесниве. Ћелија са слузи има свуда, а највише у мезофилу круничних и у доњој епидерми чашичних листића. Хемијски састав и употреба слични су као код листа и корена.

## Историја узгоја и употребе
Бели слез је једна од најстаријих лековитих биљака. И Теофраст (371-287. п. н. е.) га препоручује као лековиту биљку, а особито Диоскорид, који у свом класичном делу De Materia Medica, писаном 77. године, даје упутства о употреби белог слеза.
Карло Велики је 812. године у својим Капитуларима наредио да се бели слез мора гајити на свим државним имањима његове простране империје.

## Гајење, размножавање и берба
У Белгији, Француској, Немачкој и неким другим земљама све се више употребљава корен од оплемењене гајене биљке, јер је мекши, меснатији, дебљи, једноличнији, није тако жилав и садржи више слузи од дивљег. Копа се прве или друге године у јесен. Наша речна острва и ритови, водоплаво земљиште, најбоља су места за гајење или размножавање ове важне биљке.
На 1 хектар потребно је 1 kg семена. Боље и брже се дође до користи расађивањем младих издељених глава с пупољцима. Оне се могу у јесен утрапити па у пролеће расадити. Код нас поред река сама вода разноси и сеје слез. На 1 хектар потребно је око 70.000 садница на растојању 50x50cm. Ca 1 хектара добија се око 1.200 kg листа, 1.500-2.000 kg корена и око 125 kg цвета. Бољи принос је с лаког, песковитог растреситог земљишта (речни наноси) ђубреног пепелом и добро прегорелим стајским ђубре-том или са 1.500 kg вештачког ђубрета у коме има 12 делова азота, 16 делова фосфора и 20 делова калијума.
Корен ископан прве године је најбољи, јер садржи највише слузи. Старењем постаје, истина, све дебљи, али све тврђи, влакнастији, дрвенастији и лошији. Из семена изведена биљка има кратак ризом из кога се грана неколико подједнаких меснатих и бело-жућкастих коренова дебелих око 3 cm, па и дебљих.
Пошто се корен извади и одсече дебље корење, глава се разреже на онолико делова колико на њој има пупољака, врати у земљу и затрпа на растојању 50х50см да би наредне године дала ново корење. Ризом временом постаје све крупнији и вишеглав. Да би се добила што лепша и боља дрога, корење се мора одмах пошто је ископано очистити од земље, опрати, одсећи споредно ситно корење, стругањем помоћу ножа огулити и осушити што брже на температури од 60 до 70 °C да дрога не би поплеснивила или добила непријатан укус и тамну боју. Сецкање корена врши се после сушења. Често се дешава да нестручни биљари суше корен на сувише високој температури, због чега корен потамни, а слуз и скроб се разложе, или суше неогуљено корење.
У складиштима осушен корен белог слеза врло често избуше инсекти. Кад се корен потопи у воду, на површину испливају беличасти црвићи. Такву дрогу треба уништити, а просторију и амбалажу подвргнути дезинсекцији.

## Употреба корена белог слеза у научној медицини
Због велике количине изврсне слузи даје се против упала органа за дисање и ждрела, интерно или за испирање гуше и носа у облику мацерата: исецкан корен држи се око два сата у хладној води (никако у кључалој) и за то време чешће промеша. На тај начин се екстрахује само слуз. Кување корена (декокт) није добро, јер се тиме извлачи и скроб, течност је гушћа, али је мутнија и брзо се поквари, укисне. Скроб је баласт, није лек. Као врло благо слузно средство даје се и против пролива, за запирање мокраћно-полних органа, за клизме, за облоге на упаљена места итд. Улази у састав разних грудних чајева, које израђују апотеке. У разне мешавине против кашља, често се додаје и сируп од белог слеза, нарочито у дечјој пракси. Прашак, добијен млевењем и просејавањем корена белог слеза, употребљава се за посипање пилула и за израду разних посластица и лекова.

### Састав
У корену белог слеза има око 30-35% слузи, око 10% пектина, око 35% скроба, до 10% сахарозе, мало инвертног шећера, око 2% аспарагина, бетаина, 1,5% масног уља и др. Пепела остаје највише 7%; у пепелу има много фосфата. Слуз се раствара у хладној води и хидролизом даје гликозу, галактозу и ксилозу. Највише слузи има у октобру, на крају вегетације, због чега корен у то доба ваља вадити.
Бели слез је лек, може бити и храна, па чак и отров. У осушеном корену белог слеза има много хранљивих материја, око 75% разних угљених хидрата. Због тога је он важан извор скроба и шећера у случају глади и рата, јер може да послужи за справљање хране.

## Сродне врсте
Белом слезу је био сродан Крагујевачки слез (Althaea kragujevacensis), ишчезла ендемска врста коју је описао Јосиф Панчић 1848. на Метином брду, у околини Крагујевца.